# 士廞
士 廞（し きん、生没年不詳）は、中国後漢末期から三国時代の呉の人物。交州を支配した士燮の子。

## 生涯
建安15年（210年）、交阯太守の官にあった父の士燮は、揚州を支配する孫権に帰順。建安の末年に入り、士廞は人質として孫権の下に送られ、孫権から武昌太守に任じられる。
呉の黄武5年（226年）、士燮が亡くなると、孫権は交州の直接支配を目論み、自らが任命した刺史・太守を送り込む。士燮の子の士徽らはこれに反発して挙兵。後に降伏するが許されず、兄弟もろともに呂岱によって処刑された。孫権の下にいた士廞は死罪は免れたものの、弟らの罪に連座し、官位を剥奪されて庶人となった。その後に病気のため死去。子はなく、独り身となった妻は憐れみを受け、月ごとの俸禄米と40万銭を下賜された。